# Scirpophaga serenus
Scirpophaga serenus là một loài bướm đêm trong họ Crambidae.